# قاسم السلطان
قاسم السلطان (12 مايو 1968 -)، مغني عراقي.

## حياته
كانت بداية قاسم السلطان من مرحلة الصف الخامس الابتدائي حيث طلب منهُ مدرس النشيد آنذاك الاستاذ محمد البحراني غناء أغنية (بعاد كنتم) للفنان محمد عبده وشارك فيها عدد من تلاميذ المدرسة ووقع الاختيار عليهِ فتوجه بعدها إلى فرقة الرواد في اتحاد الطلبة وانضم إلى الفرقة النغمية بقيادة الفنان فاروق هلال، وشارك من خلال هذه الفرقة في أغنية زعلان الاسمر للمطرب عارف محسن

## مشواره الفني
أصدر أغنيته الأولى عام 1992 م، بعنوان "اسألي عني الليالي" متبوعة بألبومه "أكشف أوراقك" ثم توالت بعدها الألبومات اشتهر بعدة أغاني منها عيونك سبني، عنودي، تعاليلي، هلت عيوني، يصاحبتي: "على بالي"،"خطيرة"، عليك الله"،"يا أم شامة"،"يلا يابو لكرا" حرامات لحن الكثيرون لقاسم السلطان منهم الفنانون سهيل شوقي، علي بدر، نصرت البدر..
. بعد العام 2003 انتقل إلى الإقامة في الأردن.

## الألبومات
| العام | الألبوم           | المنتج      |
| ----- | ----------------- | ----------- |
| 1993  | أكشف أوراقك       |             |
| 2000  | خطيرة             |             |
| 2003  | قاسم السلطان 2003 |             |
| 2009  | أم الثوب الأحمر   |             |
| 2009  | چكچكة             | ميوزيك بوكس |
| 2011  | زعلانه            |             |
| 2011  | فدوة لطولة        |             |
| 2012  | عفتني الوحدي      |             |
| 2014  | يا دمعة عيني      | أغانينا     |

### أغاني[5]
| الأغنية                      | المناسبة                            | العام |
| ---------------------------- | ----------------------------------- | ----- |
| فوت بيها                     | للرئيس صدام حسين                    | 2003  |
| سلامات                       | للعراق                              | 2005  |
| يعرف روحه مع محمد عبد الجبار | للعراق                              | 2005  |
| أبو الغيرة                   | فوز المنتخب العراقي ببطولة كأس آسيا | 2007  |
| هنا البصرة                   | مظاهرات البصرة                      | 2019  |
| زلزال مع باسل العزيز         | ثورة تشرين                          | 2020  |

### أغاني الأطفال
- «حمودي يا حمادة»
- "شلون يلعب حمودي

## أبرز المهرجانات التي شارك بها[6]
- العراق:مهرجان بابل من عام (1996 - 2002) وعلى المسرح البابلي كان ترشيحه من مركز الثقافة والفنون واشترك بقصيدة (وجه الشمس)
- مصر: مهرجان القاهرة عام (2001)
- الأردن: مهرجان الفحيص عام (2001)
- سوريا: مهرجان الزهور عام (2002)